# Феліксзее
Феліксзее (нім. Felixsee) — громада в Німеччині, розташована в землі Бранденбург. Входить до складу району Шпрее-Найсе. Складова частина об'єднання громад Деберн-Ланд.
Площа — 35,41 км2. Населення становить 1894 ос. (станом на 31 грудня 2020).

## Галерея

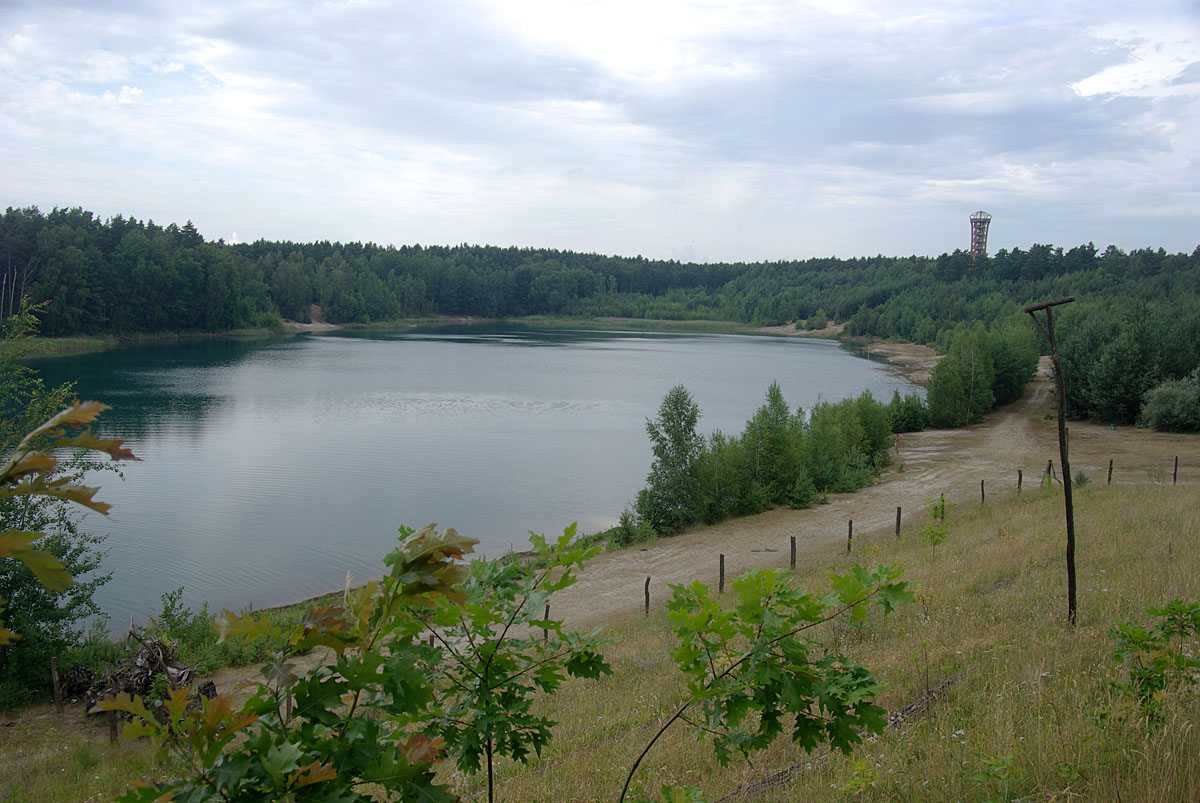
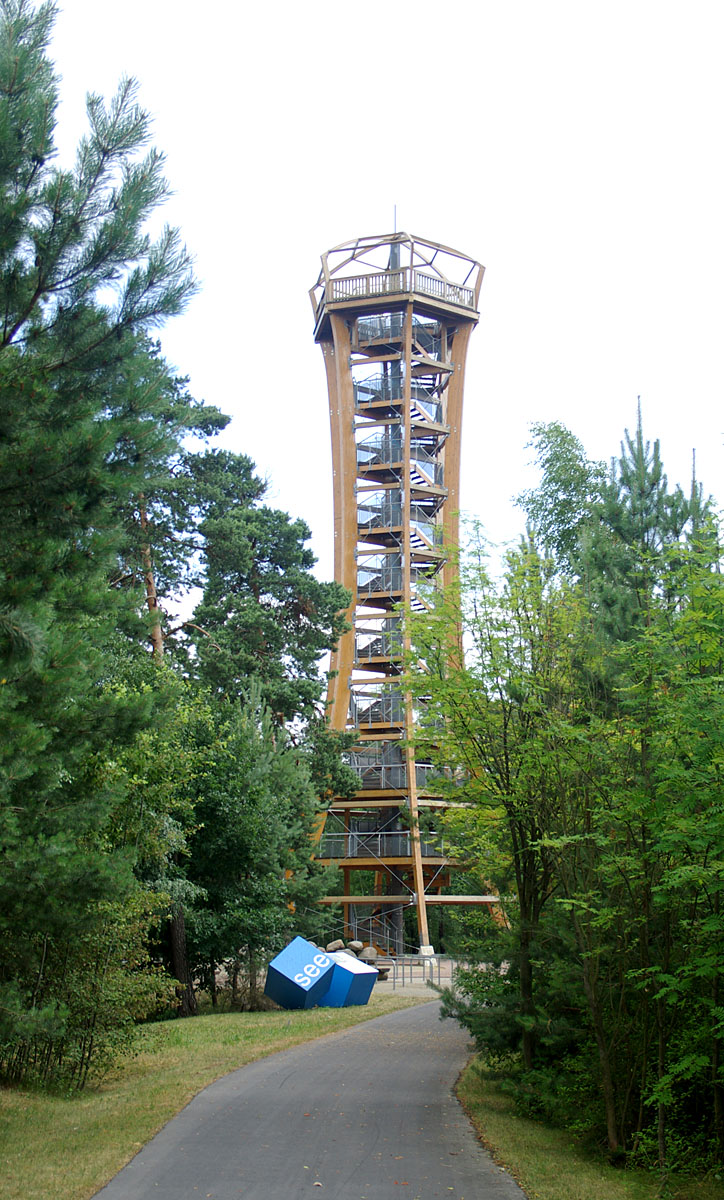
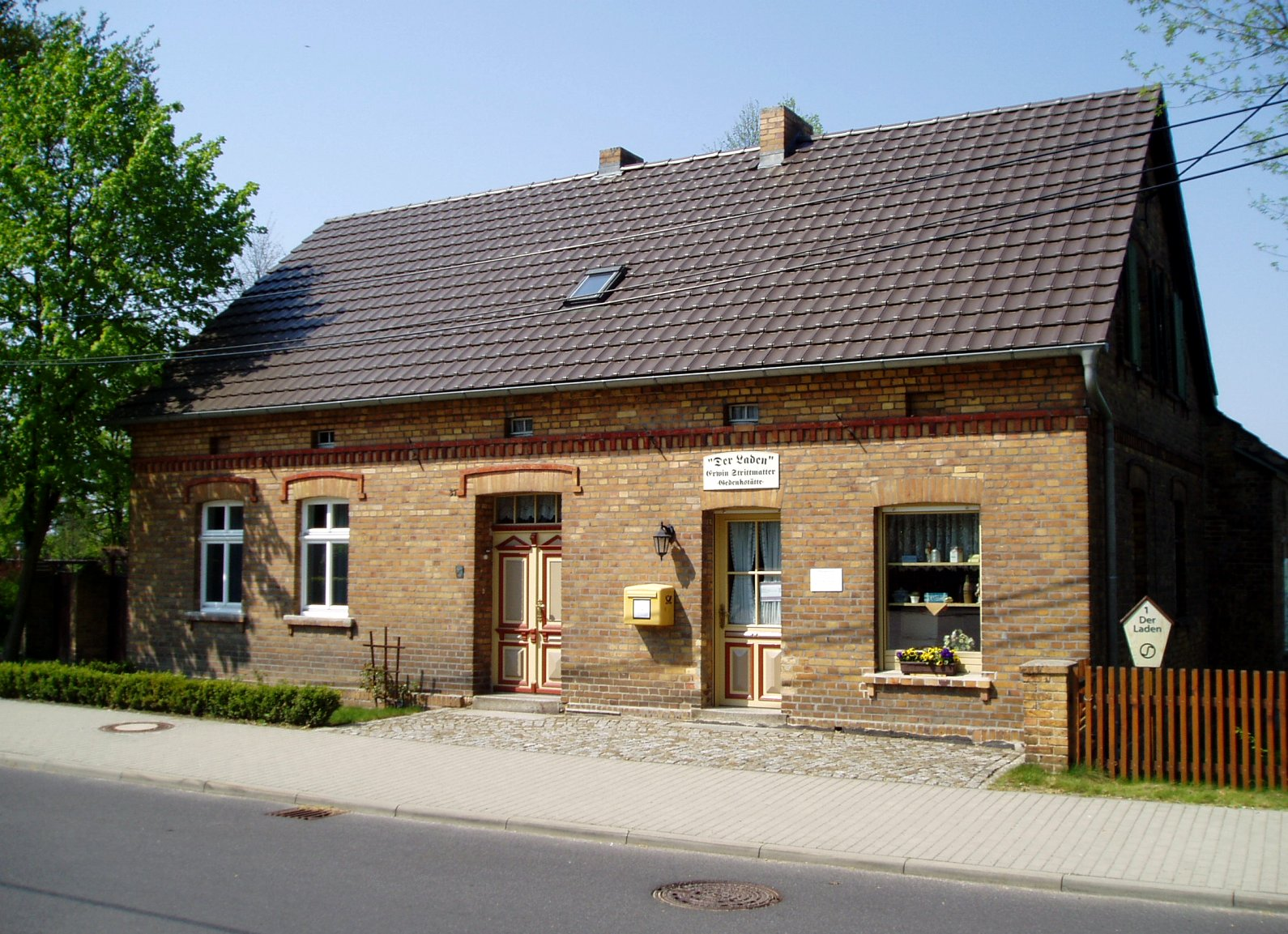
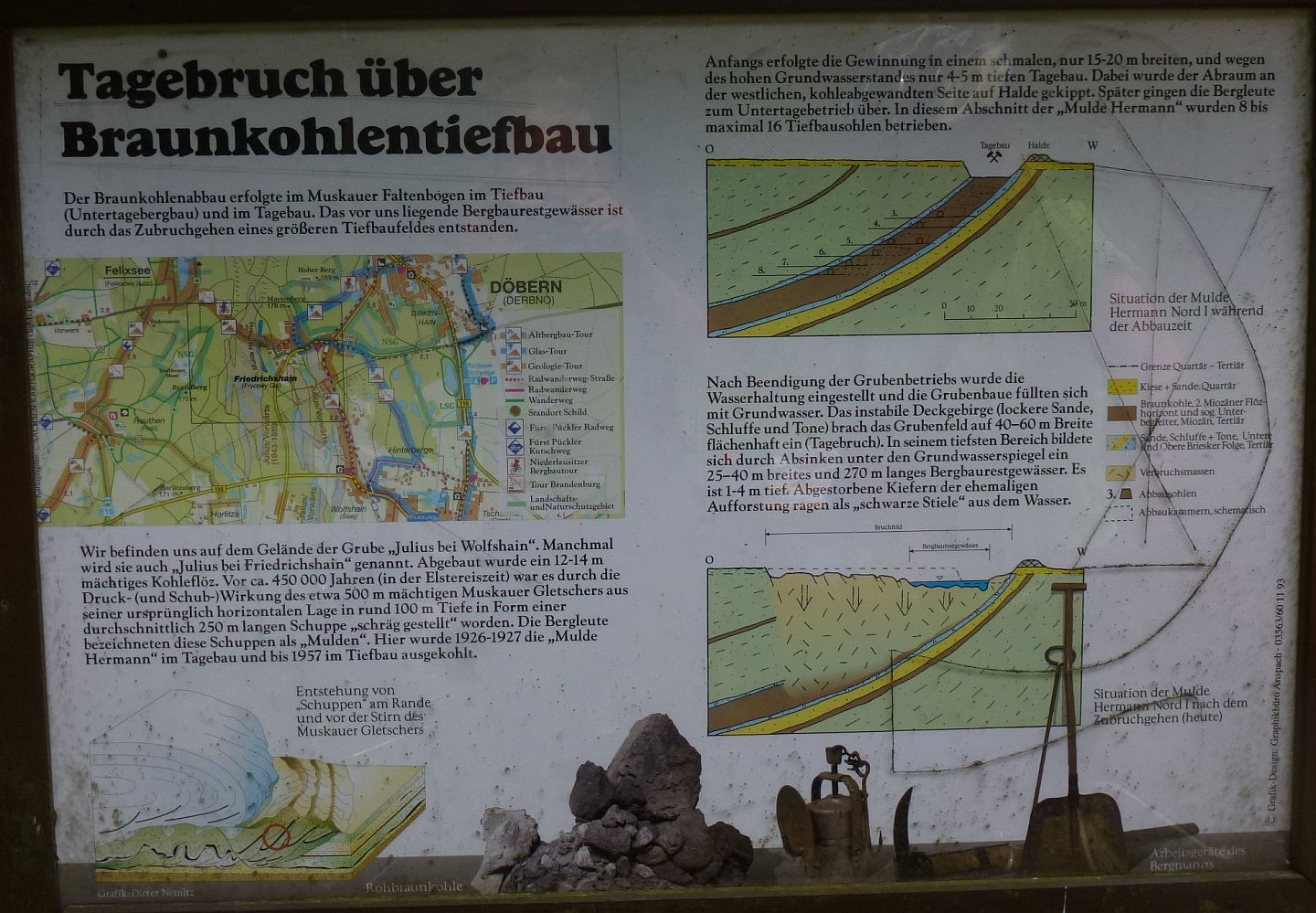